# 毛舜筠
毛舜筠（英語：Teresa Mo Shun Kwan，1960年11月5日—），香港女演員，出道作品為麗的電視劇集——《愛情故事》，後為香港無綫電視藝員。她轉戰影壇大多拍攝喜劇電影，亦為電視及電台主持。近年曾為香港無綫電視部頭合約藝員。因其爽朗、率真的性格，使其廣結好友，故也是香港演艺界团体“至八會”的成员之一。2006年憑《早熟》奪得香港電影金像獎最佳女配角獎；2018年則藉由敘述自閉症患者之家庭困境為主題的電影《黃金花》，榮獲第37屆香港電影金像獎最佳女主角。

## 背景

### 早年生活與入行
毛舜筠早年在香港島灣仔活道的住宅成長，有一名較她年長1年的胞姊及一名胞弟。她小時候常到摩利臣山游泳池游泳，就讀跑馬地冬青道寶血女子中學附屬幼稚園（即寶血幼稚園，1966年畢業）、聖保祿天主教小學（1972年小六）和新法書院。在校時讀書成績不錯，參加過朗誦、演講及話劇等比賽。自小又會隨於麗的電視分別任職翻譯員及中文字幕製作員的父親（1978年經營電影與音樂公司）和母親出入電視台。
1977年麗的製作節目《Bang Bang帶你威》，需要新面孔擔任主持，適逢同時舉行另一個攝影比賽，在藝人失場的情況下，毛舜筠頂替成為攝影模特兒。結果《Bang Bang帶你威》的節目監製在電視台餐廳看到毛參與拍攝的得獎作品，於是向毛的父親提出讓毛試鏡演出的請求。最終雖然父親大力反對，該節目監製親自向他表示起用毛舜筠為主持，由此毛舜筠夥拍黃錦燊等共4個人主持電視節目《Bang Bang帶你威》。
1977年中五畢業後，她投入演藝界。其時曾打算修讀商科，以便為日後任職秘書鋪路。1978年完成在佳藝電視的100集電視劇《紅樓夢》拍攝工作後結束1年藝員合約（1年生約、一年死約），基於自覺不能夠應付如《紅樓夢》一般深奧複雜的劇情，加上收視不理想，且不能以足夠的經驗演繹到位，決定前往英國進修。本來於1978年2月與周梁淑怡傾談後延續的新合約原於1979年2月屆滿，卻在毛提前解約下於1978年5月完結。毛舜筠不久在同年暑假赴Oxford & County Secretarial College攻讀秘書文憑課程，1980年畢業。

### 事業發展

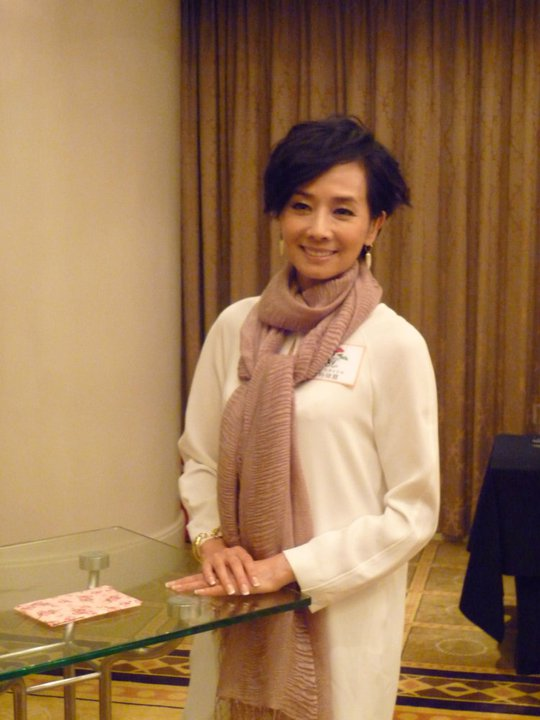
2011年出席活動時留影

出身於麗的電視的毛舜筠，於1977年首度與張國榮結緣，被張之珏相中拍攝《愛情故事》，為她參演的首部電視劇集。繼而獲孫郁標邀請接拍佳藝電視之重頭劇《紅樓夢》中飾演林黛玉。當年毛舜筠沒有與麗的電視簽約，由是沒有合約約束。她於1980年代初學成回港，在寫字樓從事秘書工種。礙於不適應朝九晚五的白領生活，終在1981年正式簽約無綫電視，參與過1984年的《鹿鼎記》、1985年的《楊家將》以及台灣劇集《胭脂扣》的演出。八十年代末開始嶄露頭角，很多劇集她都開始擔任主角，例如台慶鉅製《他來自江湖》一劇使毛舜筠聲名大噪，也就在這個時候，她開始以喜劇作為演出的定位。其後亦與多位著名男演員合拍電視劇，如夥拍劉青雲的《水鄉危情》，與吳鎮宇合作的《愛情三角錯》、《又是冤家又聚頭》，與夏雨、林保怡演出的《男盜女差》等，表現出色，演技受到肯定。
1991年，她因著劇集《他來自江湖》受觀眾歡迎而獲導演邀請加入影壇主力拍攝電影，以飾演喜劇角色為主。轉戰影圈的另一個原因是她接拍了3部重頭電影片約，認為可以放手一試於電影界大展拳腳，便減少參演電視劇集。毛最為人熟悉且最成功的電影，乃1992年與張國榮合演的電影《家有囍事》，上畫後票房高達四千九百萬港元，破了歷來票房紀錄，也是毛舜筠從影以來票房成績最好的一部。毛舜筠於九十年代初最為活躍，從影以來大多電影都是在1991年至1995年間演出。1990年代后期因移民加拿大多倫多而淡出和減產。直至2000年才重返香港發展，繼續發展電影事業。及後於2006年，毛舜筠憑《早熟》奪得第25屆香港電影金像獎最佳女配角獎。2008年受邀重返無綫電視，主演長篇處境喜劇《畢打自己人》，2010年約滿。
2016年2月，毛舜筠再次重返無綫電視，繼《天天天晴》後再次與黎耀祥合演長篇處境喜劇《愛·回家之八時入席》，但是於同年12月便決定再度離開無綫電視。2017年9月，她出席廚師黃亞保新書《細味陳皮》發布會時接受訪問，表示準備11月赴法國6星期，完成最後一課藍帶廚師課程。2017年11月，憑電影《黃金花》中飾演照顧患有自閉症兒子的母親而於2018年首次奪得第37屆香港電影金像獎最佳女主角獎。毛舜筠近年从商，经营曲奇餅店。

## 個人生活
1977年，毛舜筠曾與張國榮短暫交往，然而無疾而終。1991年拍攝《家有囍事》時兩人才再度重逢，之後二人成爲知心好友，而在毛舜筠與區丁平的婚禮上，張國榮也以摯友身份受邀為座上嘉賓，與唐鶴德一同到場祝賀。毛舜筠亦是張國榮唯一公開承認愛過的女性。
而毛舜筠有三段婚姻，1981年與圈外人、商人文舒揚結婚，由前演員李通明作伴娘，1983年離婚。1988年與蔣家駿結為夫妻，但於1994仳離。至1994年三度結婚，丈夫為電影導演兼美術指導區丁平；二人婚後育有兩名女兒。

## 演出作品

### 電視劇

#### 麗的電視
| 年 份  | 劇 名                | 角 色 |
| 1977年 | 恒生劇場《愛情故事》 |       |

#### 佳藝電視
| 年 份  | 劇 名      | 角 色  |
| 1977年 | 《紅樓夢》 | 林黛玉 |

#### 無綫電視
| 年 份       | 劇 名                 | 角 色           |
| 1981年      | 《突破》              | 簡慧            |
| 1983年      | 《愛情一千米》        | 華曉東          |
| 1984年      | 《摩登幹探》          | 許家文          |
| 1984年      | 《閉門一家親》        | 阿玲            |
| 1984年      | 《鹿鼎記》            | 沐劍屏          |
| 1985年      | 《錯體姻緣》          | 贊妮花          |
| 1985年      | 《鼓舞》              | 周晴            |
| 1985年      | 《碧血劍》            | 阿九 (長平公主) |
| 1985年      | 《楊家將》            | 楊三娘          |
| 1986年      | 《鑽石王老五》        | 常亞滿          |
| 1986年      | 《達摩》              |                 |
| 1986年      | 《黄大仙》            | 諸葛若蘭        |
| 1988年      | 《名門》              | 蔡月梅 (瓶兒)   |
| 1988年      | 《大茶園》            | 沙中玉          |
| 1988年      | 《殭屍奇兵》          | 張小蓮          |
| 1988年      | 《衰鬼迫人》          |                 |
| 1988年      | 《當代男兒》          | 劉志美          |
| 1988年      | 《太平天國》          | 葉苓            |
| 1989年      | 《他來自江湖》        | 阮黛玉          |
| 1990年      | 《愛情三角錯》        | 狄瑾            |
| 1990年      | 《茶煲世家》          | 陸家宜          |
| 1990年      | 《水鄉危情》          | 劉桂妹          |
| 1990年      | 《又是冤家又聚頭》    | 張鳳芝          |
| 1990年      | 《朝陽》              | 方佩欣          |
| 1991年      | 《男盜女差》          | 陳寶珠          |
| 2008-2010年 | 《畢打自己人》        | 殷賞            |
| 2010年      | 《天天天晴》          | 井喬            |
| 2016-2017年 | 《愛·回家之八時入席》 | 林小小          |

#### 香港電台電視部
| 年 份  | 劇 名                                     | 角 色 |
| 1978年 | 《屋簷下：15,16…》 （页面存档备份，存于） | Cat   |

#### 台灣中視
| 年 份  | 劇 名      | 角 色  |
| 1989年 | 《胭脂扣》 | 馬扣兒 |

### 電影
| 年 份  | 片 名                                 | 角 色                  | 合 作                                                                        | 備 註                                                |
| 1977年 | 《藝壇照妖鏡》                        | 秦雨                   |                                                                              |                                                      |
| 1977年 | 《爱情故事》                          | (19歲)                 | 張國榮                                                                       |                                                      |
| 1978年 | 《屋檐下1516》                        | Kent                   | 張國榮                                                                       |                                                      |
| 1988年 | 《另一個女人》 （页面存档备份，存于） | 林太                   | 戚美珍                                                                       |                                                      |
| 1990年 | 《新半斤八兩》                        | 何雅祺                 | 許冠文                                                                       |                                                      |
| 1991年 | 《老豆唔怕多》                        | 毛毛                   | 洪金寶、黃百鳴、廖偉雄、小彬彬、譚倩紅                                       | 台：唬人專家                                         |
| 1991年 | 《一觸即發》                          | Angel                  | 洪金寶、黃光亮、梅愛芳、溫碧霞                                               |                                                      |
| 1991年 | 《情聖》                              | 葉圓                   | 周星馳、葉子楣、麥嘉、張耀揚、元華                                           |                                                      |
| 1991年 | 《老表，你好野》                      | 洪八妹                 | 張堅庭、關秀媚、林蛟                                                         |                                                      |
| 1991年 | 《表哥我來也》                        | 樂而雅                 | 鍾鎮濤、吳孟達、林蛟                                                         | 又名：偷龍戲鳳                                       |
| 1991年 | 《中環英雄》                          | 梅姑娘                 | 劉德華、梁朝偉、翁世傑                                                       | 又名：天地雙尊                                       |
| 1991年 | 《豪門夜宴》                          | 引言人                 | 劉德華                                                                       | 客串                                                 |
| 1991年 | 《雷霆掃穴》                          | 淑嫻(雷太太)           | 李修賢、梁家仁                                                               |                                                      |
| 1991年 | 《龍的傳人》                          | 阿毛                   | 周星馳、梁家仁、元華                                                         |                                                      |
| 1992年 | 《92黑玫瑰對黑玫瑰》                  | 周維娟                 | 邵美琪、梁家輝、陳輝虹、黃韻詩、馮寶寶                                       | 四大女主角之一                                       |
| 1992年 | 《兩屋一妻》                          | 素華                   | 陳友                                                                         | 第一女主角                                           |
| 1992年 | 《辣手神探》                          | 程思琳                 | 周潤發、梁朝偉、陳欣健                                                       | 第一女主角                                           |
| 1992年 | 《家有囍事》                          | 梁無雙                 | 張國榮、周星馳、黃百鳴、張曼玉、吳君如、李香琴、關海山                       | 三大女主角之一                                       |
| 1992年 | 《我愛扭紋柴》                        | 阿蚊                   | 周潤發、鄭裕玲、劉嘉玲、黃秋生、陳輝虹                                       | 第三女主角；台：流氓遇到兵                           |
| 1992年 | 《黃飛鴻笑傳》                        | 十三姨                 | 譚詠麟、吳孟達、曾志偉、任達華、梁家輝                                       | 第一女主角                                           |
| 1993年 | 《黃飛鴻對黃飛鴻》                    | 十三姨                 | 譚詠麟、吳孟達、曾志偉、鄭裕玲、黃秋生                                       | 兩大女主角之一                                       |
| 1993年 | 《水滸笑傳》                          | 潘金蓮                 | 許冠傑、吳孟達、許冠英、沈殿霞                                               | 第一女主角                                           |
| 1993年 | 《花田囍事》                          | 母夜叉                 | 張國榮、許冠傑、黃百鳴、吳君如、關之琳、吳孟達、許冠英                       | 三大女主角之一                                       |
| 1993年 | 《皆大歡喜》                          | 吳自然                 | 林子祥                                                                       |                                                      |
| 1993年 | 《女兒當自強》                        | 表姐                   | 劉嘉玲、羅美薇                                                               |                                                      |
| 1993年 | 《富貴狂花》                          | 英與樺(孿生姊妹)       | 張堅庭、黃秋生                                                               | 第一女主角                                           |
| 1994年 | 《大富之家》                          | 任求安                 | 張國榮、梁家輝、黃百鳴、劉青雲、李香琴、曹達華                               |                                                      |
| 1994年 | 《山雞變鳳凰》                        | Madam MO               | 劉青雲、黎瑞恩、黃一山                                                       |                                                      |
| 1994年 | 《我和春天有個約會》                  |                        |                                                                              | 客串                                                 |
| 1994年 | 《傻大姐翻轉瘋人院》                  | 毛姑姑                 | 吳君如                                                                       | 台：飛越瘋人院                                       |
| 2000年 | 《小親親》                            | Cat                    | 郭富城 、陳慧琳、曾志偉                                                      | 又名：別惹我                                         |
| 2000年 | 《煙飛煙滅》                          | 醫生                   | 梅艷芳、張國榮、梁詠琪、莫文蔚、王力宏、容祖兒、葉德嫻、琦琦                 |                                                      |
| 2003年 | 《大丈夫》                            | 張秀賢                 | 曾志偉、盧巧音、李蘢怡、原子鏸、杜文澤、陳小春                               | 第一女主角                                           |
| 2003年 | 《絕種鐵金剛》                        | Barbara                | 梁家輝、余安安、陳小春、鍾欣桐、杜汶澤                                       | 第二女主角                                           |
| 2003年 | 《海底總動員》                        | 多莉                   | 劉青雲、黃毓民、杜汶澤、鄭希怡、關智斌、張志恒                               | 配音                                                 |
| 2004年 | 《見習黑玫瑰》                        | 黑玫瑰                 | 鍾欣桐、蔡卓妍 、鄭伊健                                                      | 第一女主角                                           |
| 2004年 | 《嘩啦嘩啦漂流記》                    | 茱莉                   | 鍾鎮濤、方力申、鄧麗欣、詹瑞文、鄧健泓、梁慧恩                               | 配音                                                 |
| 2005年 | 《早熟》                              | 家富母                 | 房祖名、薛凱琪、曾志偉、黃秋生、余安安                                       | 第二女主角；榮獲香港電影金像獎最佳女配角             |
| 2006年 | 《大丈夫2》                           | 張慧賢                 | 曾志偉、吳君如、原子鏸、林苑、詹瑞文、何超儀、洪天明、黃又南、陳小春、梁家輝 | 第一女主角；監製、編劇；提名香港電影金像獎最佳女主角 |
| 2006年 | 《3分鐘先生》                         | Joe                    | 鄭中基、應采兒、吳耀漢、許紹雄、區家興、吳啟華、傅穎                         |                                                      |
| 2007年 | 《心想事成》                          | 毛程程                 | 鄭中基、梁家輝、谷德昭、方力申、Amanda S.、張達明                            | 第一女主角                                           |
| 2007年 | 《老港正傳》                          | 陳秀英                 | 黃秋生、鄭中基、莫文蔚、岑建勳、鮑起靜、連凱                                 | 第一女主角；提名香港電影金像獎最佳女主角             |
| 2007年 | 《醒獅》                              | 三妹                   | 黃秋生、吳鎮宇、林苑、林子聰                                                 | 第一女主角                                           |
| 2007年 | 《莎樂的神奇網網》                    | 蜘蛛莎樂               | 杜汶澤                                                                       | 配音                                                 |
| 2008年 | 《旗鱼》                              | 徐婷(海洋母)           | 于曉光、余佳噥                                                               | 配音                                                 |
| 2010年 | 《抱抱俏佳人》                        | Doris                  | 楊千嬅、林峯、周秀娜、敖嘉年、麥玲玲、廖碧兒、徐子珊                         | 第二女主角                                           |
| 2012年 | 《2012我愛HK 喜上加囍》               | 郭美美（郭律師、Mimi） | 曾志偉、馮淬帆、黃宗澤、何韻詩、邵音音、蘇永康、麥長青、陸永、張馨予         | 第一女主角；台：追夢愛作戰                           |
| 2012年 | 《男人如衣服》                        | 春天                   | 鄭中基、林峯、黃百鳴、吳千語、海清、熊黛林、張堅庭                           | 第一女主角                                           |
| 2013年 | 《百星酒店》                          | 古黛                   | 鄭中基、黃百鳴、吳君如、吳千語、薛凱琪、熊黛林、詹瑞文、葛民輝               | 兩大女主角之一                                       |
| 2015年 | 《浮華宴》                            | 裘李安心               | 古天樂、曾志伟、張翰、林家栋、黃百鳴、吴千语、柳岩、周秀娜                   | 第一女主角；又名:神探駕到                            |
| 2016年 | 《海底總動員2：多莉去哪兒？》         | 多莉                   | 劉青雲、吳業坤、小儀、鍾景輝                                                 | 配音                                                 |
| 2018年 | 《黃金花》                            | 黃金花                 | 呂良偉、凌文龍、劉美君、冼色麗、余安安                                       | 第一女主角；榮獲第37屆香港電影金像獎最佳女主角       |
| 2019年 | 《你咪理，我愛你！》                  | 志強媽媽/王愛媚        | 曾志偉、王祖藍、王菀之                                                       |                                                      |
| 2020年 | 《肥龍過江》                          | 芳華                   | 甄子丹                                                                       |                                                      |
| 2022年 | 《阿媽有咗第二個》                    | 余美鳯                 | 姜濤、柳應廷、岑珈其                                                         | 第一女主角                                           |
| 2022年 | 《過時．過節》                        | 玲                     | 謝君豪、呂爵安、談善言、袁澧林、馮素波、盧瀚霆                               | 第一女主角                                           |
| 2023年 | 《死屍死時四十四》                    | 蘇文鳳                 | 鄭中基、黃又南、余香凝、呂爵安                                               |                                                      |

### 音樂影片
- 1987年：劉德華《情感的禁區》（無綫電視版本）[17]

## 節目主持

### 電視節目
- 1990年 《歡樂今宵》 無綫電視
- 2001年 《娛樂熱賣十點半》 有線電視
- 2004年 《女人心底話》無綫電視
- 2005年 《三個A級的女人》 亞洲電視
- 2006年 《學廚出餐》 無綫電視

### 電台節目
- 《爸爸早晨！妈妈早晨！》商业电台（与鄭丹瑞联合主持）

## 節目嘉賓
- 1978年 《跳躍奔騰》 麗的電視[5]

## 參與廣告
- 健康產品廣告
  - 維特健靈 （页面存档备份，存于）（電視廣告、代言人）取代Tru Niagen 樂加欣
- 健康廣告
  - 香港乳癌基金會乳健中心 （页面存档备份，存于）（電視廣告、代言人）
- 公益廣告
  - 2011年香港區議會選舉 （页面存档备份，存于） （電視廣告、代言人）
- 港英廣告
  - （清潔香港）
- 菲林廣告  （櫻花彩色菲林）

## 獎項與提名

### 電影
| 年份   | 頒獎典禮                         | 獎項                       | 作品                                   | 角色         | 結果 |
| ------ | -------------------------------- | -------------------------- | -------------------------------------- | ------------ | ---- |
| 1993年 | 第12屆香港電影金像獎             | 最佳女配角                 | 《92黑玫瑰對黑玫瑰》                   | 周惠娟       | 提名 |
| 1993年 | 第12屆香港電影金像獎             | 最佳女配角                 | 《我愛扭紋柴》                         | 大粒蚊       | 提名 |
| 2000年 | 第37屆金馬獎                     | 最佳女配角                 | 《小親親》                             | Cat          | 提名 |
| 2001年 | 第20屆香港電影金像獎             | 最佳女配角                 | 《小親親》                             | Cat          | 提名 |
| 2004年 | 第10屆香港電影評論學會大獎       | 最佳女演員                 | 《大丈夫》                             | 蘇花         | 提名 |
| 2004年 | 第9屆香港電影金紫荊獎            | 最佳女主角                 | 《大丈夫》                             | 蘇花         | 提名 |
| 2005年 | 第42屆金馬獎                     | 最佳女配角                 | 《早熟》                               | 家富母       | 提名 |
| 2006年 | 第25屆香港電影金像獎             | 最佳女配角                 | 《早熟》                               | 家富母       | 獲獎 |
| 2006年 | 第11屆香港電影金紫荊獎           | 最佳女配角                 | 《早熟》                               | 家富母       | 獲獎 |
| 2007年 | 第13屆香港電影評論學會大獎       | 最佳女演員                 | 《大丈夫2》                            | 張秀賢       | 提名 |
| 2007年 | 第26屆香港電影金像獎             | 最佳女主角                 | 《大丈夫2》                            | 張秀賢       | 提名 |
| 2007年 | 2007年演藝動力大獎               | 最突出電影女演員           | 《老港正傳》                           | 陳秀英       | 獲獎 |
| 2008年 | 第14屆香港電影評論學會大獎       | 最佳女演員                 | 《老港正傳》                           | 陳秀英       | 提名 |
| 2008年 | 第27屆香港電影金像獎             | 最佳女主角                 | 《老港正傳》                           | 陳秀英       | 提名 |
| 2013年 | 2012年度香港電影工作者總會頒獎禮 | 2012年度電影傑出表現女演員 | 《2012我愛HK喜上加囍》、《男人如衣服》 | 郭美美、春天 | 獲獎 |
| 2018年 | 第24屆香港電影評論學會大獎       | 最佳女演員                 | 《黃金花》                             | 黃金花       | 提名 |
| 2018年 | 第12屆香港電影導演會年度大獎     | 最佳女主角                 | 《黃金花》                             | 黃金花       | 獲獎 |
| 2018年 | 第37屆香港電影金像獎             | 最佳女主角                 | 《黃金花》                             | 黃金花       | 獲獎 |
| 2018年 | 第58屆亞太影展                   | 最佳女主角                 | 《黃金花》                             | 黃金花       | 獲獎 |
| 2023年 | 第41屆香港電影金像獎             | 最佳女主角                 | 《阿媽有咗第二個》                     | 余美鳯       | 提名 |

### 電視
| 年份   | 頒獎典禮             | 獎項                     | 作品                  | 角色   | 結果              |
| ------ | -------------------- | ------------------------ | --------------------- | ------ | ----------------- |
| 2009年 | 萬千星輝頒獎典禮2009 | 最佳女主角               | 《畢打自己人》        | 殷賞   | 提名 （最後五強） |
| 2009年 | 萬千星輝頒獎典禮2009 | 最佳女主角五強           | 《畢打自己人》        | 殷賞   | 獲獎              |
| 2009年 | 萬千星輝頒獎典禮2009 | 我最喜愛的電視女角色     | 《畢打自己人》        | 殷賞   | 提名 （最後五強） |
| 2009年 | 萬千星輝頒獎典禮2009 | 我最喜爱的电视女角色五強 | 《畢打自己人》        | 殷賞   | 獲獎              |
| 2009年 | 萬千星輝頒獎典禮2009 | tvb.com人氣大獎          | /                     | /      | 提名              |
| 2010年 | 萬千星輝頒獎典禮2010 | 最佳女主角               | 《天天天晴》          | 井喬   | 提名              |
| 2010年 | 萬千星輝頒獎典禮2010 | 我最喜愛的電視女角色     | 《天天天晴》          | 井喬   | 提名 （最後五強） |
| 2010年 | 萬千星輝頒獎典禮2010 | 我最喜爱的电视女角色五強 | 《天天天晴》          | 井喬   | 獲獎              |
| 2010年 | 萬千星輝頒獎典禮2010 | tvb.com人氣大獎          | /                     | /      | 提名              |
| 2016年 | 萬千星輝頒獎典禮2016 | 最佳女主角               | 《愛·回家之八時入席》 | 林小小 | 提名              |

## 外部連結
- 毛舜筠的Facebook專頁
- 毛舜筠的Instagram帳戶
- 毛舜筠的新浪微博
- 毛舜筠在互联网电影资料库（IMDb）上的資料（英文）
- 毛舜筠在香港影庫上的簡介
- 毛舜筠在时光网上的簡介（简体中文）
- 毛舜筠在豆瓣上的资料（简体中文）